# Yamaha Aerox
Yamaha Aerox este un scuter fabricat de către producătorul japonez Yamaha. Modelul a fost fabricat începând cu anii 1997 și pană în prezent, designul fiind aproape neschimbat. Scuterul a fost echipat cu două motorizări: Minarelli 50cc și 100cc în 2 timpi. În prezent se mai fabrică doar modelele echipate cu motoare de 50cc, ultimele variante de 100cc fiind produse în anii 2002.
Modelul este foarte popular și unul dintre cele mai preferate de către pasionații pentru moped(scuter)-tuning.

## Specificații tehnice standard
Număr locuri: 2

Capacitate cilindrică: 49cc, 100cc

Tip motor: monocilindru în doi timpi

Putere: 2,68 CP / 6500RPM (49cc) 

Cuplu maxim: 3,70 NM / 4500RPM (49cc) 

Viteză maxima: 45Km/h (limitat) 

Aprindere: CDI

Sistem pornire: electromotor și pedală

Sistem ungere: ungere separată automată (pompă de ulei pentru amestec)

Sistem alimentare: Carburație

Sistem transmisie: CVT - Transmisie Variabilă Continuă

Răcire: lichid pentru modelele 49cc și aer pentru modelele 100cc

Suspensie față: furcă telescopică, hidraulică

Suspensie spate: unitate oscilantă

Sistem frânare: Brembo, disc 190mm față-spate

Anvelopă față: 130/60 R13

Anvelopă spate: 140/60 R13

Masă proprie: 97Kg

Capacitate rezervor: 7l + 500ml rezervă (7,5 l total)